# Tulio Cuevas Romero
Tulio Enrique Cuevas Romero ( El Cerrito 19 de febrero de 1924 - Bogotá  19 de noviembre de 1999) fue un líder sindical, congresista, docente y periodista colombiano. 
Entre sus actuaciones como dirigente político y social, se destacan los cargos que desempeñó como presidente de la Unión de Trabajadores de Colombia (UTC), 1963 -1983, la Secretaría General de la Organización Regional Interamericana del Trabajo (ORIT) y la vicepresidencia de la Organización Internacional del Trabajo (OIT) en 1981. Actualmente es considerado como uno de los principales sindicalistas de Colombia, con más de cinco décadas de impulsar y defender los derechos de los trabajadores del país.
En su labor política, Cuevas Romero fue concejal de la ciudad de Cali (1954-1956),  diputado por la Asamblea del Valle del Cauca, Representante a la Cámara por Bogotá y Cundinamarca (1974-1986), vicepresidente del Directorio Nacional del Partido Conservador y presidente del Movimiento Nacional (1988 – 1990).  Cabe resaltar que durante su trabajo en el Congreso, Cuevas fue elegido presidente de la Comisión Séptima de la Cámara de Representantes, donde tramitó 34 proyectos de Ley, de los cuales 11 pasaron a segundo debate, permitiendo la creación del Fondo de Previsión Social del Congreso de la República (enlace roto disponible en Internet Archive; véase el historial, la primera versión y la última)., el acceso a pensión para los trabajadores de la Rama Judicial que perdieron las vida a causa de sus funciones, la profesionalización de los artistas nacionales, entre otros. Además fue miembro de la Asamblea Nacional Constituyente de 1991 por el Movimiento de Salvación Nacional, en la Comisión Quinta de Asuntos Sociales.
Participó también en la creación del Servicio Nacional de Aprendizaje SENA, en la fundación del Banco de los Trabajadores y de la Asociación Nacional de Parlamentarios Pensionados (ANPPE), creada con el fin de defender los derechos y prestaciones sociales de los trabajadores de la Rama Legislativa,  senadores,  representantes a la cámara y trabajadores del Congreso.
Su vida, obra y participación en los sucesos históricos del sindicalismo colombiano están consignados en el libro “El Sindicalismo en Colombia: Una historia para resurgir”, escrito por su esposa, la escritora, periodista y abogada, María Alicia Cabrera Mejía. Allí se plasma, a modo de historiografía, la lucha de los trabajadores organizados en el país desde 1922 hasta 2005 y el papel de Tulio Cuevas en ella. 

## Biografía

### Primeros años
Hijo de Alejandro Cuevas y Carmen Romero, Tulio Cuevas nació en El Cerrito, Valle del Cauca, el martes 19 de febrero de 1924, en el seno de una familia humilde. Desde su niñez y  juventud, debió trabajar para colaborar con los gastos del hogar. Tras un embargo a la vivienda de su familia por las deudas de su padre, a la edad de ocho años, empezó a desempeñarse como voceador de periódicos en la Plaza Cayzedo de Cali. 
Al finalizar las jornadas de trabajo, se entretenía leyendo la prensa que no había sido vendida y comenzó a familiarizarse con los problemas económicos del país mientras estudiaba en la escuela pública. En la década de los 50, Tulio Cuevas fue director del periódico Gaceta Popular, luego fundó el periódico Justicia Social y colaboró con varias publicaciones, por lo que recibió la tarjeta profesional de periodista No. 3213, expedida por el Ministerio de Educación Nacional.
A los dieciséis años, empezó a trabajar en la Colombo Americana de Tejidos, una fábrica textil donde se desempeñó como técnico de telares. A sus 23 años se vinculó como chofer del municipio de Cali, Valle del Cauca.

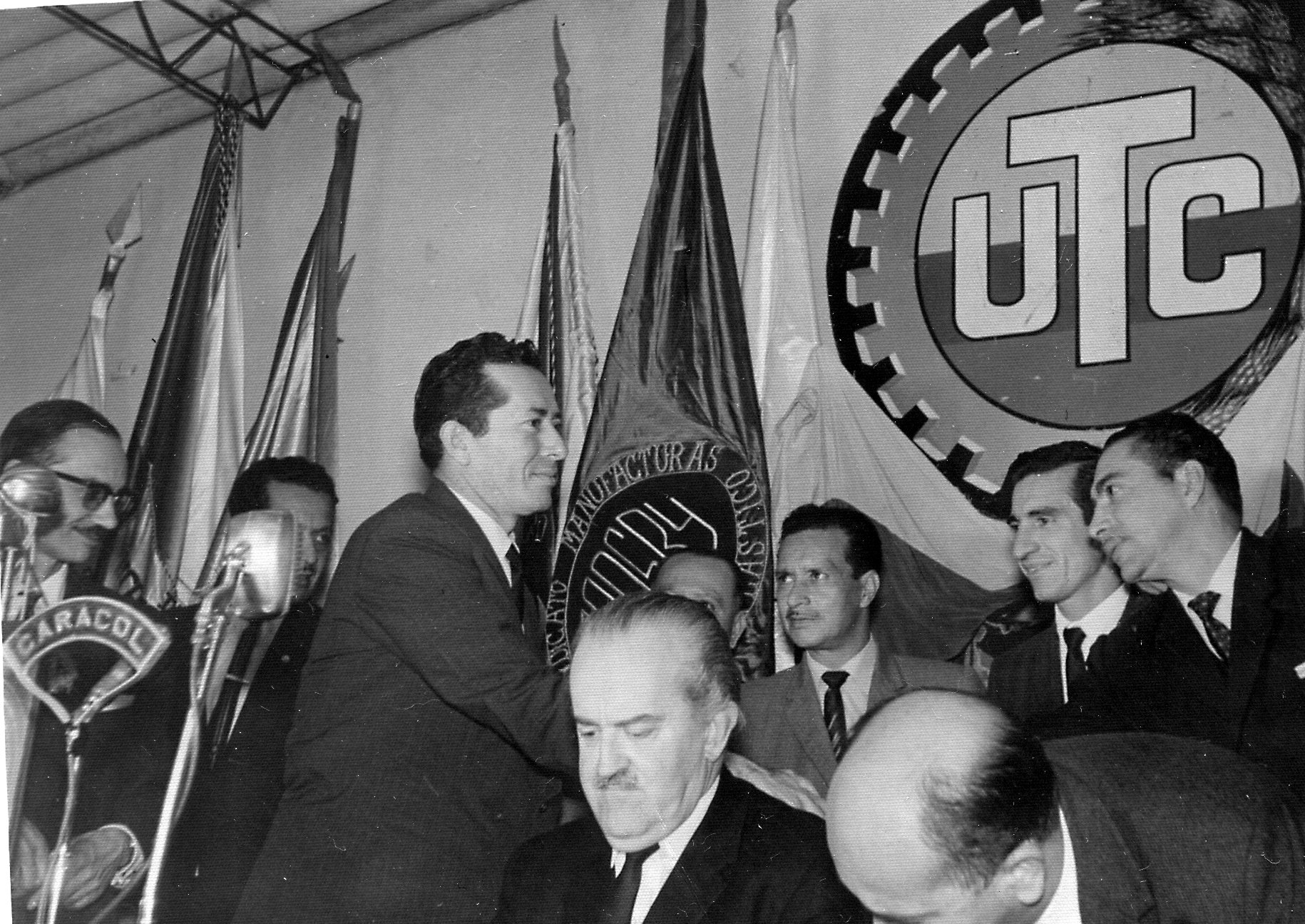
Tulio Cuevas, presidente de la UTC junto al presidente Guillermo León Valencia, 1965

### Inicios en el Sindicalismo
Los comienzos del trabajo sindical de Tulio Cuevas se remontan a la década de 1940, cuando fue elegido presidente del Sindicato en la empresa Good Year, sucursal del Valle del Cauca. Industria donde trabajaba como operario de maquinaria para el procesamiento de caucho y fabricación de llantas. 
Debido a que la compañía se regía bajo el principio del Taylorismo, basado en la productividad de los trabajadores, se empeñó en ser uno de los empleados con mayor producción de la planta. A causa del decaimiento y una visita médica, Cuevas empezó a reflexionar sobre la explotación laboral a la que estaban expuestos los trabajadores. Y luego de reunirse con dos obreros: Antonio Panesso (liberal) y un comunista de apellido Tellez, tomaron la iniciativa de fundar un sindicato que fue afiliado  a la Federación de Trabajadores del Valle y a la Confederación de Trabajadores de Colombia (CTC). Por tal motivo, fue despedido de su cargo en el año de 1945.
Tras la creación de sindicatos en diferentes empresas, fue despedido en dos ocasiones más. Sin embargo, a sus 23 años fue elegido presidente del Sindicato del municipio de Cali, donde trabajaba como chofer. En 1946, fundó la Unión de Trabajadores del Valle (UTRAVAL) y la afilió a la Unión de Trabajadores de Colombia UTC, con la intención de unificar a los trabajadores bajo una organización que alejara al movimiento obrero del conflicto bipartidista de la época que había permeado a otras centrales obreras.
Desde allí, lideró su primera huelga en contra de los directivos de la Goodyear, empresa donde trabajó años antes. La protesta duró tres días en los que los directivos de la empresa fueron encerrados en la gerencia, se les cortó la luz y se les impidió la comunicación externa. Por esta acción, Tulio Cuevas fue demandado por secuestro y llevado a la Comisaría donde horas después sería dejado en libertad.

## Labor sindical

### Trabajo como sindicalista a nivel nacional e internacional

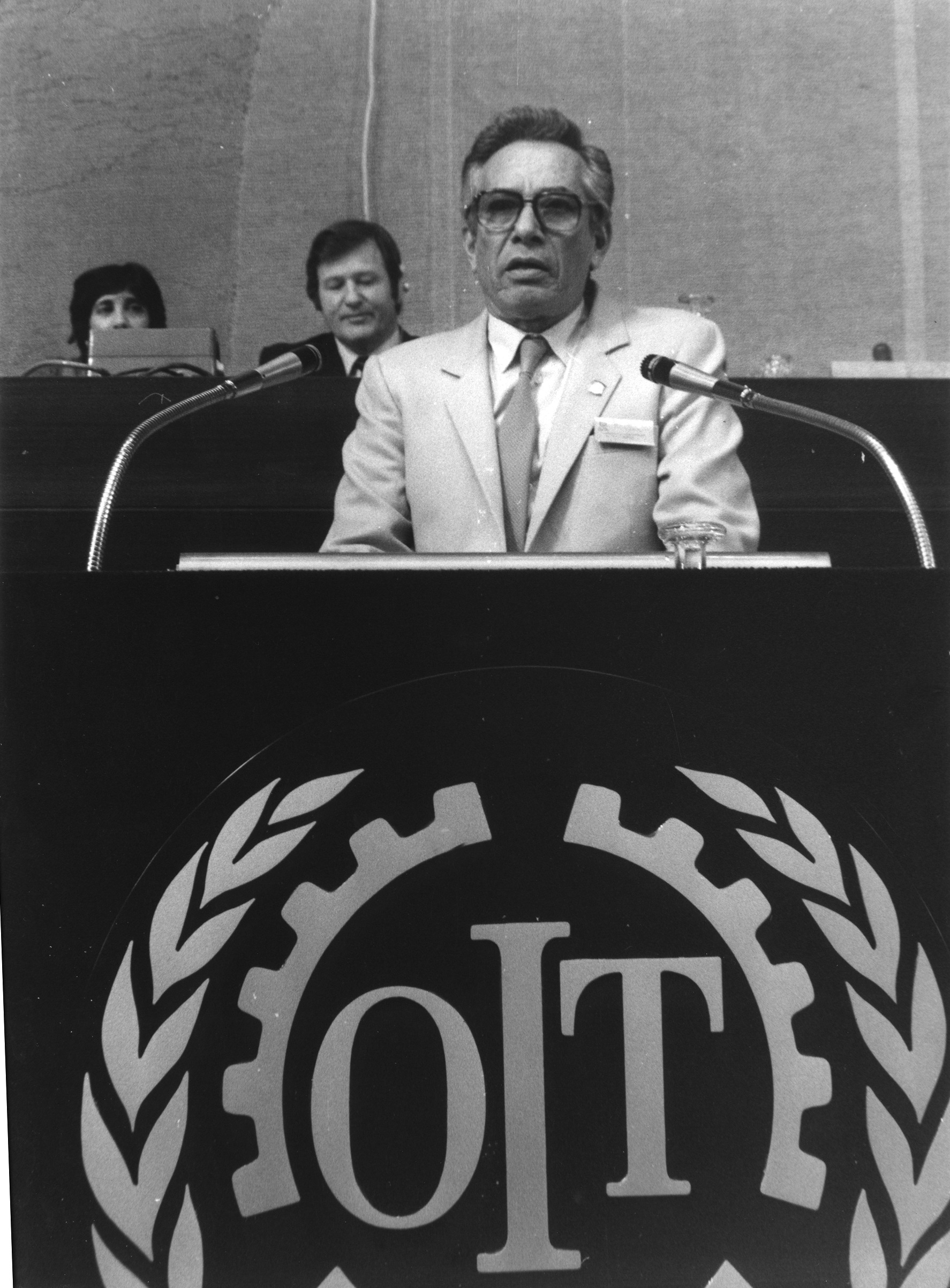
Tulio Cuevas como Vicepresidente de la OIT

Debido al apoyo que dio a los huelguistas desde la UTRAVAL, Cuevas logró notoriedad nacional durante la dictadura militar de Gustavo Rojas Pinilla (1953-1957), especialmente por una huelga que llevó a cabo con los trabajadores de la empresa Postobón. Por aquel entonces cualquier agitación del orden público era sancionada con cárcel, sin embargo la huelga de Postobón fue reconocida como un derecho. Rojas Pinilla lo nombró representante de los trabajadores ante la Organización Internacional del Trabajo (OIT), con sede en Ginebra - Suiza. Cuevas asistió durante 28 años ininterrumpidos a la Asamblea anual. Allí, fue nombrado miembro del Consejo de administración hasta 1983. En 1981 fue elegido vicepresidente. 
El 20 de enero de 1982, previa a su renuncia como presidente de la UTC, fue elegido Secretario General de la Organización Regional Interamericana del Trabajo (ORIT). Participó en la Séptima Conferencia de Ministros de Trabajo de la Organización de Estados Americanos (OEA) en representación de los trabajadores organizados. Desde su cargo presentó una postura conciliadora a nivel internacional, invitando al no uso de la fuerza para la resolución del conflicto entre Argentina y Gran Bretaña, retratado en la Guerra de las Malvinas. Finalmente, Tulio Cuevas se retiró del cargo en el año de 1983. 
Cuevas también fue miembro del Comité Ejecutivo de la Confederación Internacional de las Organizaciones del Sindicalismo Libre CIOSL desde 1970 hasta 1982. 

### Presidencia de la UTC
Durante la dictadura del general Rojas Pinilla, se posesionó como vicepresidente de la Unión de Trabajadores de Colombia (UTC) Archivado el 16 de septiembre de 2021 en Wayback Machine., cargo que ocupó desde 1954 hasta 1956. Posteriormente, el 7 de diciembre del año de 1963, Cuevas pasaría a ocupar la presidencia de la asociación (1963-1983). La llegada de Tulio Cuevas a la dirección de la organización fue vista como un cambio importante en la visión y orientación de la UTC. 
Así, en el IX Congreso de la UTC de ese año, realizado en la ciudad de Bucaramanga, se trataron temas como el apoyo a las huelgas y participación e intervención política. Esto con el fin de lograr que los líderes sindicales ocuparan cargos políticos y de gobierno.
Desde la central obrera Tulio Cuevas, continuó con  la doctrina social de la iglesia católica. De ese modo, la UTC empezó a hacerse cercana a las preocupaciones populares y a interesarse por organizaciones sindicales de varios países del mundo. Por lo que realizó misiones diplomáticas que incluían visitas a Estados Unidos y a naciones socialistas, como la Unión Soviética (URSS), aunque su pensamiento se mantuvo al margen del pensamiento comunista. 

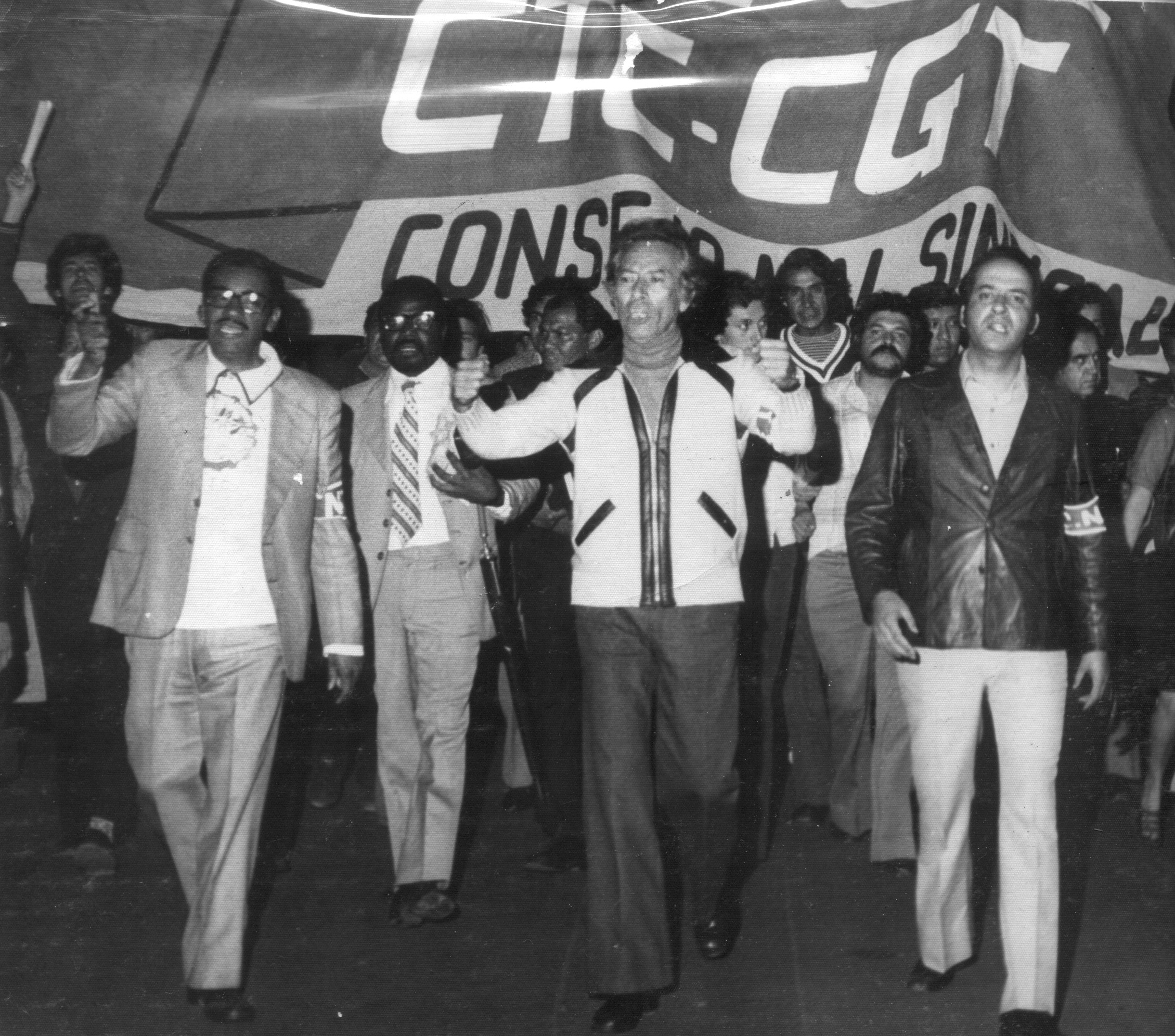
Tulio Cuevas en la marcha de los trabajadores durante la jornada de Paro Cívico Nacional, 14 de septiembre de 1977

Aunque durante la década de los 60, al interior de la organización, Tulio Cuevas se enfrentó a varias divisiones y disputas, se empeñó por mantener el papel político y activo de la confederación. Por eso, dentro de su labor como presidente de la UTC  encabezó la oposición sindical contra las reformas económicas del presidente Guillermo León Valencia con el anuncio del primer paro nacional. Mediante tal presión se logró reformar el Código Sustantivo del Trabajo con la expedición del Decreto 2351 de 1966. El cual incluyó la implementación del contrato a término fijo, fortaleció el fuero sindical, las finanzas de las organizaciones sindicales, el derecho de asociación con la derogación del “esquirolaje”, permitió la coexistencia varios sindicatos en una misma empresa o entidad, la regulación del salario mínimo y la protección del salario del trabajador en caso de quiebra de la empresa, entre otras reivindicaciones.
Lideró el movimiento del 23 de enero de 1963, contra el gobierno de Carlos Lleras Restrepo que derivó en la “Encerrona de San Carlos” y participó de la organización de una protesta contra el presidente Misael Pastrana Borrero en 1970. Además, se preocupó por unir a las centrales obreras en la realización del Paro Nacional de 1977, contra el gobierno de Alfonso López Michelsen. 
Durante veinte años, Cuevas ocupó el cargo de presidente de la UTC y en el Plenum Nacional de 1982, fue reconocido como presidente emérito y asesor vitalicio de la  central obrera. En 2021 fue catalogado como “el eterno presidente de la UTC”, por el periodista Amílkar Hernández en su columna de opinión para el diario La República.

### Paro Nacional de 1977
Uno de los hitos más importantes del trabajo sindical de Tulio Cuevas se debe a su participación, liderazgo  y planeación del Paro Nacional del 14 de septiembre de 1977, durante el gobierno del liberal Alfonso López Michelsen, reconocido como uno de los movimientos sociales más grandes de la historia de Colombia.
El hecho fue entendido como un hito histórico para la lucha sindical del país, puesto que por primera vez los trabajadores organizados, desempleados y trabajadores independientes, se unieron. La organización del paro contó con la participación de las cuatro centrales obreras de Colombia: Unión de Trabajadores de Colombia (UTC), la Confederación de Trabajadores de Colombia (CTC), la Confederación General del Trabajo (CGT) y la Confederación Sindical de Trabajadores de Colombia (CSTC). A ellas se sumaron diversos sectores como el de la educación, convirtiéndose en un Paro Cívico Nacional que recibió la atención de la prensa, especialmente de los periódicos El Bogotano y La República.
El déficit fiscal, el desempleo, la corrupción administrativa, las altas tasas de inflación (superiores al 45%),  el asesinato en 1976 de José Raquel Mercado, presidente de la Confederación de Trabajadores de Colombia (CTC), por parte de la guerrilla del Movimiento 19 de Abril (M-19), fueron entre otras, las causas del descontento social. Lo anterior, llevó a que el gobierno decretara el Estado de Sitio y la emergencia económica, aumentando la crisis interna. El secuestro y asesinato de Mercado afectaron fuertemente al líder sindical, Tulio Cuevas, por tratarse de uno de sus colegas y amigos más cercanos.
Finalmente, el 14 de septiembre, desde la medianoche inició el Paro: el 95% de los trabajadores organizados se ausentaron de sus lugares de trabajo, en Bogotá de 11.000 buses en servicio solo funcionaron 300. A lo largo de la jornada, y pese a la petición de Cuevas, publicada en la prensa, en la que pedía evitar actos ‘provocadores’ contra las autoridades, los choques entre ciudadanía y fuerza pública llevaron a que el alcalde Bernardo Gaitán Mahecha decretara el toque de queda en la Capital. Al día siguiente, la tensa situación de orden público llevó al cese de actividades en colegios, industrias y almacenes, por lo que la medida se extendió por tres días más.
La manifestación, que duró cinco días, dejó un saldo de 4.000 personas privadas de la libertad, de las cuales 2000 eran sindicalistas, 200 heridos, incluidos 25 policías, y 33 civiles muertos.
Tulio Cuevas enrutó su trabajo hacia el restablecimiento de los empleos de los trabajadores que habían sido despedidos por su participación en el paro, la indemnización para las familias de las víctimas, libertad para los detenidos y restitución  de las personerías jurídicas de los sindicatos y federaciones. Cuevas, que para entonces era Representante a la Cámara, realizó un debate en sesión plenaria del Congreso de la República, el 28 de septiembre de 1977, contra los ministros de Defensa, Trabajo y Gobierno, por los hechos acaecidos durante el paro del 14 de septiembre. Ante la negativa del gobierno de reajustar el salario mínimo, los líderes sindicales decidieron dejar la mesa de negociación en el Consejo Nacional de Salarios. Por ello, el 24 de octubre el Comando Nacional Sindical realizó una marcha anunciando su retirada definitiva de las negociaciones.

## Participación en la Asamblea Nacional Constituyente

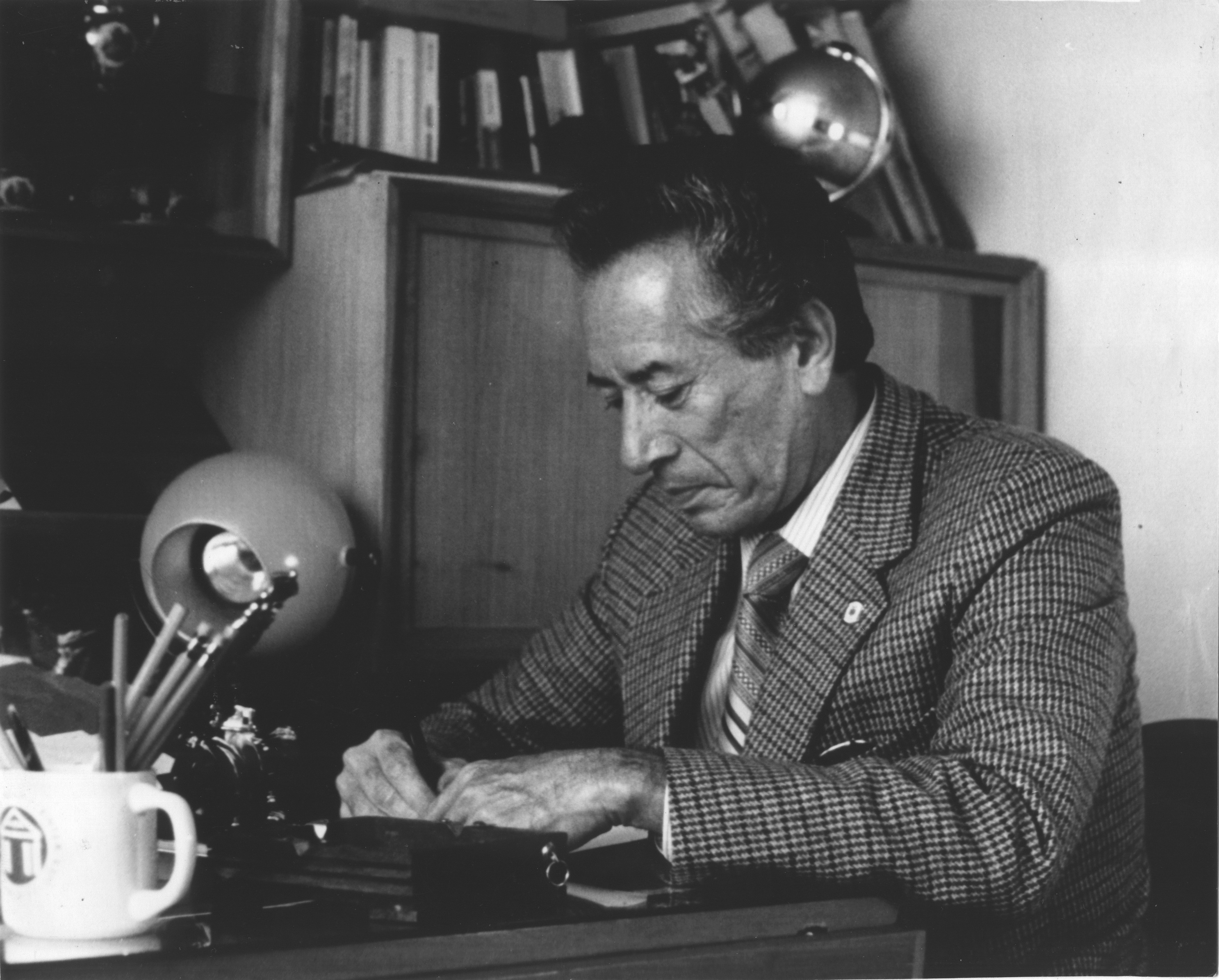
Tulio Cuevas, uno de los 70 constituyentes que participaron en la creación de la Constitución de 1991

### Organización de la Asamblea
Tulio Cuevas hizo parte de los 70 delegatarios elegidos por voto popular para participar en la creación de la nueva Constitución que rige a Colombia desde 1991 hasta la actualidad. La llegada de Cuevas a la Asamblea Nacional Constituyente fue como miembro de la lista del Movimiento de Salvación Nacional, encabezado por el político, periodista y candidato presidencial, Álvaro Gómez Hurtado. Por ello, Cuevas centró su participación en la Constituyente con el fin de implementar los 5 puntos del Acuerdo sobre lo Fundamental propuestos por Álvaro Gómez, apoyó la reforma al Congreso, y, desde su labor sindical, centró su esfuerzo en el derecho a la propiedad y a fomentar la búsqueda concertación entre el gobierno y los trabajadores.
Debido a que en un primer momento la Asamblea estaba organizada en cuatro Comisiones, algunos parlamentarios se dirigieron a los jefes de sus movimientos para expresar que no se sentían identificados con los temas de  estas comisiones. El 15 de enero de 1991, Cuevas le envió una comunicación a Álvaro Gómez Hurtado con la propuesta de crear una Quinta comisión donde se trataran los temas de orden social.
Así, al interior del cuerpo de la constituyente, Tulio Cuevas, pasó a formar parte de los diecisiete miembros de la Comisión Quinta, encargada de los derechos económicos, ambientales y sociales. A los que se sumaron otros temas considerados de índole social como la maternidad, familia, derechos de la mujer, estado civil, niños, discapacidad, personas de tercera edad, trabajo digno, huelga, asociación, espacio público, vivienda, salud, servicios públicos, la participación, negociación y concertación laboral, entre otros. 

### Aporte y labor desde la Comisión Quinta
Dentro de su labor, participó en la elaboración de los artículos de la Constitución relativos al derecho al trabajo y la libre competencia, a la propiedad, la seguridad social, el acceso a la cultura y a la educación. Así como los derechos de asociación y sindicales que siempre acompañaron su lucha, lo que le llevó a trabajar por la reivindicación de la figura del trabajador como gestor y participante del proceso económico y social del país. Finalmente, el trabajo de la Comisión Quinta dejó como resultado 17 ponencias sobre los temas ya mencionados.
El 19 de febrero, Tulio Cuevas presentó su intervención sobre el trabajo, la seguridad social y la propiedad, ante la plenaria de la Asamblea Nacional Constituyente. En su discurso, Cuevas hizo alusión a la necesidad de trabajar por los derechos sociales de los colombianos, presentándolos como un pilar importante dentro de la nueva Constitución. Por ese motivo, resaltó la obligación del Estado de brindar Seguridad Social a los trabajadores para garantizar el bienestar de la sociedad colombiana. De ahí la preocupación por el bienestar del trabajador, como parte del sistema productivo nacional, y su familia, siendo ésta el núcleo social colombiano. 

“Si logramos el objetivo de protección efectiva del trabajo y dotamos al hombre de seguridad social integral, dándole salud, brindándole educación, procurándole vivienda, irrigándole recreación a él y a su familia, alcanzaremos la paz, que la añoramos y la queremos. Por eso estamos aquí. Otra causa no tendría sentido”
Fragmento de intervención de Tulio Cuevas ante la Asamblea Nacional Constituyente, 19 de febrero de 1991

Citó la encíclica Rerum Novarum del Papa León XIII, con el fin de llamar la atención sobre la distribución inequitativa de las riquezas en el país.  Y haciendo un paralelo con Colombia sobre la tenencia y distribución de la tierra, llamó la atención sobre dicha problemática, presentándola como una cuestión de justicia social, vital para los trabajadores del país.
El 16 de julio, Misael Pastrana renunció a su curul en la Asamblea Nacional Constituyente y rechazó el  Acuerdo del Palacio de Nariño, que pedía realizar una revocatoria de los miembros del congreso y convocar elecciones en octubre de 1991, para reemplazarlo. Ante la renuncia del expresidente Pastrana, Cuevas lamentó la decisión, en lo que consideraba, era una pérdida para el país.

### Acercamiento del Gobierno con grupos insurgentes
Por otro lado, ante los nuevos cambios que se presentaban en el país, las Fuerzas Armadas Revolucionarias de Colombia - Ejército del Pueblo (FARC-EP), el Ejército de Liberación Nacional (ELN), el Ejército Popular de Liberación (EPL) y miembros de la Coordinadora Guerrillera Simón Bolívar, sostuvieron encuentros con el gobierno de César Gaviria en el municipio de Cravo Norte y Caracas, Venezuela, con miras a iniciar diálogos para la desmovilización de estos grupos. 
La Coordinadora Guerrillera Simón Bolívar invitó a una comisión de constituyentes a la negociación. En respuesta, la Asamblea creó una comisión accidental compuesta por Aída Avella, Tulio Cuevas, Carlos Giraldo, Germán Rojas, Darío Mejía, Carlos Rodado y Rosemberg Pabón para que asistieran en calidad de observadores. La comitiva vio con buenos ojos los avances realizados por el gobierno y los grupos armados. No obstante, el 30 octubre, una facción del EPL retomó las armas, seguido de las demás fuerzas guerrilleras y el gobierno recrudeció su postura frente a los grupos insurgentes. 
Finalmente, el 4 de julio de 1991, último día de la Constituyente, el presidente Gaviria dio un discurso de agradecimiento a todos los constituyentes y alabó el éxito del proceso de reforma, en lo que el mandatario llamó “una verdadera revolución civilista”.

## Últimos años
Luego de la Constituyente, y ante el asomo de un deterioro en su salud por el cansancio producido en las largas jornadas de deliberación y trabajo en la Asamblea, Tulio Cuevas se fue alejando de la vida pública y  dedicó su tiempo a su familia. El líder de una de las confederaciones sindicales más grandes y antiguas de Colombia, falleció en Bogotá a los 76 años, el 19 de noviembre de 1999. 

## Publicaciones y Cargos

### Publicaciones
El pensamiento e ideas innovadoras para el sindicalismo en el país, escritas por Tulio Cuevas se encuentran consignadas en dos obras de su autoría. 
- “Por Una Democracia Social”. Fondo de  Publicaciones de la U.T.C. Colección Populibro. Editorial Revista Colombiana. (1970).
- “La presión sindical y su respuesta política”. (1974).

- “La UTC en el Parlamento”. Fondo de  Publicaciones de la U.T.C. (1975)

### Cargos
A lo largo de su vida, Tulio Cuevas se desempeñó en diferentes áreas y oficios, aquí algunos de ellos: 
- Good Year Sucursal Valle. Operario y fundador del Sindicato. (1.943 – 1.945).
- Fábrica de Plásticos Tres Estrellas, Cali. Operario y fundador del Sindicato. (1.945 – 1.947).
- Municipio de Cali. Motorista de Remolque. (1.947 – 1.949).
- Personería Municipal de Cali. Inspector de Ejidos. (1.950 – 1952).
- Trans Ocampo, Hoy Expreso Palmira. Jefe de personal y Transportes. (1.952 – 1.954).
- Unión de Trabajadores de Colombia “UTC”. Vicepresidente. (1.954 -1.956).
- Unión de Trabajadores del Valle “UTRAVAL”. Asesor Sindical. (1.958 – 1.960).
- Unión de Trabajadores del Valle “UTRAVAL”. Secretario General. (1.960 – 1.962).
- Unión de Trabajadores del Valle “UTRAVAL”. Presidente. (1.962 – 1.963).
- Unión de Trabajadores de Colombia “UTC”. Presidente (1.963 – 1.983).
- Organización Internacional del Trabajo “OIT”. Vicepresidente. (1.981). Miembro del Consejo de Administración.
- Organización Regional Interamericana de Trabajadores “ORIT”. Secretario General. (1.981 – 1.983).
- Sindicato del Fondo de Previsión del Congreso de la República. Presidente. (1.989 – 1.990).
- Miembro de la Junta Directiva del Banco de La República.
- Miembro de la Junta Directiva del Instituto Colombiano de Seguros Sociales.

#### Trayectoria política
- Concejal del Municipio de Cali. (1954 – 1956).
- Diputado Principal de la Asamblea Nacional Constituyente. (1957).
- Representante a la Cámara por Circunscripción de Cundinamarca. (1974 – 1986).
- Presidente de la Comisión Séptima de la Cámara de Representantes. (1985).
- Vicepresidente del Directorio Nacional Conservador. (1979).
- Presidente del Movimiento Nacional Conservador. (1988 – 1990).
- Miembro de la Asamblea Nacional Constituyente. (1991).

#### Docencia
- Profesor de Derecho Laboral. Universidad Javeriana. (1.974 – 1.980).
- Conferencista. Universidad Javeriana, Católica, Andes, Gran Colombia.

- Conferencista Nacional e Internacional En Asuntos Sindicales y de Cooperativismo.

#### Reconocimientos
- Condecoración del Concejo Municipal de Medellín en el Tricentenario de la Ciudad (1975).
- Condecoración del Concejo Municipal de Pasto.
- Orden del mérito Civil del Gobierno Español.